# راگنار فیورتوفت
راگنار فیورتوفت (انگلیسی: Ragnar Fjørtoft; ۱ اوت ۱۹۱۳ – ۲۸ مهٔ ۱۹۹۸) دانشمند در زمینه هواشناسی  اهل نروژ بود.
وی همچنین برندهٔ جوایزی همچون جایزه سازمان بین‌المللی هواشناسی شده‌است.